# Johannes Von Euch
Johannes Von Euch (ur. 21 stycznia 1834 w Meppen, zm. 18 marca 1922 w Kopenhadze) – niemiecki duchowny katolicki, prefekt apostolski Danii w latach 1884–1892 i wikariusz apostolski Danii od 1892 roku.

## Życiorys
Johannes von Euch pochodził z hugenockiej rodziny baronów De Vous, której część przeprowadziła się w 1831 roku do Meppen w Dolnej Saksonii. Studiował teologię, po czym został wyświęcony na księdza. Następnie został skierowany do pracy duszpasterskiej w Wikariacie Skandynawskim diecezji osnabrückiej. W 1884 roku objął probostwo we Fredericii oraz funkcję prefekta apostolskiego Danii. Po przekształceniu prefektury w wikariat apostolski 15 marca 1892 roku został jego pierwszym wikariuszem. Jednocześnie papież Leon XIII nominował go biskupem tytularnym Anastasiopolis.
Za jego rządów dzięki konwersji liczba katolików w Danii wzrosła z 3.000 do około 25.000.